# Marzewo
Marzewo (niem. Mahrau) – wieś w Polsce położona w województwie warmińsko-mazurskim, w powiecie elbląskim, w gminie Pasłęk przy trasie drogi krajowej nr 7 (E77). Wieś jest siedzibą sołectwa Marzewo, w którego skład wchodzi również miejscowość Wakarowo.
Na niektórych mapach wieś występuje pod błędną nazwą Morzewo.
W latach 1975–1998 miejscowość administracyjnie należała do województwa elbląskiego.